# Mathias Frank
Mathias Frank (* 9. Dezember 1986 in Roggliswil) ist ein ehemaliger Schweizer Radrennfahrer.

## Karriere
Mathias Frank wurde 2004 bei den Junioren Dritter der Schweizer Zeitfahrmeisterschaft und Zweiter im Strassenrennen. Ausserdem gewann er die Bergmeisterschaft. In der Saison 2006 wurde er Vizemeister im Strassenrennen der U23-Klasse und gewann eine Etappe bei der Tour des Aéroports in Tunesien. Bei der Thüringen-Rundfahrt 2007 war Frank auf einem Teilstück erfolgreich und konnte so auch die Gesamtwertung für sich entscheiden.
Nachdem er 2007 schon als Stagiaire für das Team Gerolsteiner unterwegs gewesen war, erhielt er im Jahr einen regulären Vertrag bei diesem Team, wo er in seinem ersten Jahr den GP Schwarzwald für sich entschied. In den folgenden Jahren erzielte er Erfolge vornehmlich bei Etappenrennen, insbesondere bei der Tour de Suisse, z. B. gewann er 2010 die Berg- und Sprintwertung, wurde 2011 Gesamtsechster und 2014 Zweiter mit 33 Sekunden Rückstand auf den Sieger Rui Costa.
Zur Saison 2014 wechselte Frank zum UCI WorldTeam IAM Cycling. Neben den Erfolgen bei der Tour des Suisse wurde er bei der Tour de France 2015 Achter, die Tour 2016 konnte er nicht beenden. Bei der folgenden Vuelta a España gewann er die Bergankunft der 17. Etappe mit sechs Sekunden Vorsprung vor Leopold König und erzielte den grössten Erfolg seiner Karriere.
Nach zwei Jahren beim Team IAM Cycling wurde Frank zur Saison 2018 Mitglied im Team AG2R La Mondiale. Mit seinem neuen Team nahm er noch dreimal an einer Grand Tour teil, ein weiterer persönlicher Erfolg blieb ihm jedoch verwehrt. Bei den Schweizer Meisterschaften im Juni 2021 bestritt er sein letztes Radrennen als Profi und beendete seine Karriere.

## Erfolge
2006
- eine Etappe Tour des Aéroports

2007
- Gesamtwertung und eine Etappe Internationale Thüringen Rundfahrt
- Schweizer Meister – Einzelzeitfahren (U23)
- eine Etappe Grand Prix Tell

2008
- GP Schwarzwald

2009
- Gesamtwertung Grand Prix Tell

2010
- Bergwertung und Sprintwertung Tour de Suisse

2012
- Mannschaftszeitfahren Giro del Trentino

2013
- zwei Etappen Österreich-Rundfahrt
- eine Etappe USA Pro Cycling Challenge

2014
- eine Etappe, Punktewertung und Bergwertung Critérium International
- eine Etappe Bayern-Rundfahrt

2016
- eine Etappe Vuelta a España

## Grand-Tour-Platzierungen
| Grand Tour            | 2008 | 2009 | 2010 | 2011 | 2012 | 2013 | 2014 | 2015 | 2016 | 2017 | 2018 | 2019 | 2020 |
| --------------------- | ---- | ---- | ---- | ---- | ---- | ---- | ---- | ---- | ---- | ---- | ---- | ---- | ---- |
| Giro d’ItaliaGiro     | –    | –    | –    | DNF  | 83   | –    | –    | –    | –    | –    | –    | –    | –    |
| Tour de FranceTour    | –    | –    | –    | –    | –    | –    | DNF  | 8    | DNF  | 30   | 55   | 48   | –    |
| Vuelta a EspañaVuelta | DNF  | –    | –    | 94   | –    | –    | –    | –    | 37   | –    | –    | –    | DNF  |